# Пхітсанулок
Пхітсанулок або Пітсанулок (тай. พิษณุโลก) — місто в центральній частині Таїланду, адміністративний центр однойменної провінції.

## Клімат
Місто знаходиться у зоні, котра характеризується кліматом тропічних саван. Найтепліший місяць — квітень із середньою температурою 30.6 °C (87 °F). Найхолодніший місяць — січень, із середньою температурою 24.4 °С (76 °F).
| Клімат Пхітсанулока     | Клімат Пхітсанулока | Клімат Пхітсанулока | Клімат Пхітсанулока | Клімат Пхітсанулока | Клімат Пхітсанулока | Клімат Пхітсанулока | Клімат Пхітсанулока | Клімат Пхітсанулока | Клімат Пхітсанулока | Клімат Пхітсанулока | Клімат Пхітсанулока | Клімат Пхітсанулока | Клімат Пхітсанулока |
| Показник                | Січ.                | Лют.                | Бер.                | Квіт.               | Трав.               | Черв.               | Лип.                | Серп.               | Вер.                | Жовт.               | Лист.               | Груд.               | Рік                 |
| Абсолютний максимум, °C | 37                  | 39                  | 41                  | 42                  | 43                  | 38                  | 37                  | 36                  | 37                  | 42                  | 38                  | 37                  | 43                  |
| Середній максимум, °C   | 31                  | 33                  | 35                  | 36                  | 35                  | 33                  | 32                  | 32                  | 32                  | 32                  | 32                  | 31                  | 33                  |
| Середня температура, °C | 24                  | 26                  | 28                  | 30                  | 30                  | 28                  | 28                  | 28                  | 28                  | 27                  | 26                  | 24                  | 27                  |
| Середній мінімум, °C    | 17                  | 19                  | 22                  | 24                  | 25                  | 24                  | 24                  | 24                  | 24                  | 23                  | 21                  | 18                  | 22                  |
| Абсолютний мінімум, °C  | 7                   | 11                  | 13                  | 17                  | 20                  | 22                  | 21                  | 21                  | 20                  | 17                  | 10                  | 10                  | 7                   |
| Норма опадів, мм        | 0                   | 20                  | 30                  | 80                  | 150                 | 190                 | 210                 | 240                 | 280                 | 140                 | 30                  | 0                   | 1440                |
| Днів з дощем            | 0                   | 1                   | 3                   | 5                   | 5                   | 12                  | 13                  | 14                  | 13                  | 9                   | 4                   | 0                   | 83                  |
| Вологість повітря, %    | 64                  | 64                  | 62                  | 60                  | 70                  | 77                  | 78                  | 81                  | 82                  | 79                  | 73                  | 68                  | 72                  |
| ----------------------- | ------------------- | ------------------- | ------------------- | ------------------- | ------------------- | ------------------- | ------------------- | ------------------- | ------------------- | ------------------- | ------------------- | ------------------- | ------------------- |
| Джерело: Weatherbase    |                     |                     |                     |                     |                     |                     |                     |                     |                     |                     |                     |                     |                     |